# Otostigmus scabricauda
Otostigmus scabricauda är en mångfotingart som först beskrevs av Jean-Henri Humbert och Henri Saussure 1870.  Otostigmus scabricauda ingår i släktet Otostigmus och familjen Scolopendridae. Inga underarter finns listade i Catalogue of Life.